# Исмаилофф, Серж
Серж Исмаилофф (фр. Serge Ismailoff; 7 августа 1915, Москва — 9 сентября 1969, Уайт-Плейнс, штат Нью-Йорк) — артист балета российского происхождения.

## Биография
В эмиграции учился в Лувенском университете в Бельгии, занимался атлетической гимнастикой, затем решил посвятить себя балету. Учился у Ольги Преображенской, Брониславы Нижинской и Любови Егоровой.
Дебютировал в Париже, выступал в Русском балете Монте-Карло, Русском балете Ковент-Гардена и других русских балетных труппах, гастролировавших по всему миру в 1930-е—1940-е годы.
Женился на канадской балерине Одри Рут Томас, выступавшей под псевдонимом Анна Истомина. В 1950-е годы преподавал в Нью-Йорке в школе танца Ольги Тарасовой, В 1960 году вместе с женой открыл собственную балетную школу в Уайт-Плейнс.